# 藤波種忠
藤波 種忠（ふじなみ たねただ）は、安土桃山時代から江戸時代前期にかけての日本の公家、神宮祭主。

## 生涯
神宮祭主藤波慶忠の子として、天正6年（1578年）に生まれる。
慶長3年11月23日、父の死後、元服し、昇殿・禁色を許された。翌年には12歳で祭主に補任される。しかし昇叙はなかなか叶わなかった。元和10年、息子の友忠に祭主職を譲任した。寛永21年（正保元年、1644年）、67歳で卒去した。堂上家でありながら、長命にして地下人に留まった不遇な人生であった。

## 官歴
- 慶長3年11月23日（1598年12月21日）、蔵人、正六位上、左近将監
- 慶長4年2月27日（1599年3月23日）、祭主
- 慶長6年3月19日（1601年4月21日）、神祇権少副
- 慶長20年1月6日（1615年2月3日）、正五位下
- 元和10年1月6日（1624年2月24日）、祭主を譲任

## 系譜
- 父：藤波慶忠
- 母：女子 - 甘露寺経元の娘
- 妻：女子 - 来島通総の娘[注 1]
  - 男子：藤波友忠
  - 男子：左近
  - 女子：某 - 近衞殿上臈